# 愛你寶貝
《愛你寶貝》是日本漫畫家槙陽子於少女漫畫雜誌Ribon（集英社）2002年4月號至2005年1月號期間連載的日本漫畫作品，單行本全7卷。日本於2004年4月改編電視動畫開始播放，全26話。
在日本每日新聞中得到高等評價。

## 簡介
《愛你寶貝》以一連串家庭問題作為題材。主角片倉結平為普通高中生，但突然要照顧被母親拋棄的女孩坂下柚夜作為故事的發展。

## 登場人物

### 片倉家和親戚
- 坂下 柚夜（坂下ゆずゆ（さかした　ゆずゆ））（CV：黒葛原未有 （页面存档备份，存于）（日）；林美秀（台））

本作女主角，坂下都的女兒。平常和結平最要好。五歲。1月26日生。
- 片倉 結平（かたくら　きっぺい）（CV：藤田大助 （页面存档备份，存于）（日）；李景唐（台））

本作男主角，片倉家的長男。是柚柚的監護人和表哥，十分疼愛柚柚。似乎非常受女性歡迎。十七歲。
- 片倉 鈴子（かたくら　れいこ）（CV：遠藤久美子 （页面存档备份，存于）（日）；李明幸（台））

片倉家的長女，結平的姐姐。本人希望年齡24歲。對柚柚的事十分關心，是柚柚的表姐。掌握片倉家的最大權力。被柚柚稱為「姊姊大人」。
- 片倉 皋（かたくら　さつき）（CV：鈴木真仁（日）；雷碧文（台））

片倉家的次男，小學六年級。結平的弟弟。冷靜的個性、對小孩很不擅長。嬰兒時曾被人說是「惡魔之子」。約十二歲。
- 片倉 三沙子（かたくら　みさこ）（CV：尾小平志津香（日）；王瑞芹（台））

結平的母親，坂下都的姊姊。
- 坂下 都（さかした　みやこ）（CV：平野智惠（日）；雷碧文（台））

柚柚的母親。丈夫去世之後，無法承受獨自扶養柚柚的壓力，因為曾經打過柚柚，害怕自己再度對柚柚施暴，丟下柚柚獨自一人跑到福岡。後來和別人再婚。
- 坂下 實希（さかした　ミキ）（CV：伊藤實華（日））

柚柚的堂姐。暑假時離家出走到片倉家借住。在私立學校看到了老師的暴力行為而被排擠，導致有自殺的傾向。後來轉校，跟父母親的關係也漸漸轉好。

### 結平的同學
- 德永 心（とくなが　こころ，CV：原史奈（日）；雷碧文（台））

結平的女朋友。媽媽死後就不太多話，當爸爸要娶後母，便自己一個搬出去住。
- 元木 舞（もとき まい，CV：大浦冬華（日））

心的好友。班級委員長。
- 鏡　亜希（かがみ あき，CV：齊藤真紀（日））

心的好友。喜歡玩樂。
- ナツミ（ナツミ，CV：川瀬晶子（日））

結平的女性好友。知道了心的存在以後注意到自己喜歡結平，不過並沒有告知他本人。

### 柚柚的朋友
- 小健（CV：本城雄太郎）

柚柚的朋友。
- 麻利酱（まりか）（CV：八武崎碧）

柚柚的朋友。承認自己有點自大和驕傲，喜歡炫耀身上的東西，但還是和柚柚很好。喜歡結平。特徵是愛哭痣。
- 梨谷 翔太（なしや　しょうた）（CV：宮里駿）

柚柚的初戀情人。和柚柚不同班，是櫻花班的。一開始遭到母親虐待，後來為了父親找工作的事情搬家到母親娘家的鄉下去。
- 大賀 綾（おおが　あや）

### 皋的朋友
- 久保田 步（くぼた　あゆみ，CV：千葉紗子（日））

皋的同學，身高高達160cm。是一個時裝模特兒。暗戀皋。

## 出版書籍
| 卷數 | 集英社         | 集英社             | 尖端出版社     | 尖端出版社           |
| 卷數 | 發售日期       | ISBN               | 發售日期       | EAN                  |
| ---- | -------------- | ------------------ | -------------- | -------------------- |
| 1    | 2001年11月15日 | ISBN 4-08-856416-2 | 2003年6月13日  | EAN 471-0614-36258-1 |
| 2    | 2003年4月15日  | ISBN 4-08-856452-9 | 2003年6月13日  | EAN 471-0614-36259-8 |
| 3    | 2003年8月8日   | ISBN 4-08-856484-7 | 2004年1月28日  | EAN 471-0614-36477-6 |
| 4    | 2004年1月15日  | ISBN 4-08-856515-0 | 2004年8月10日  | EAN 471-0614-37007-4 |
| 5    | 2004年5月14日  | ISBN 4-08-856536-3 | 2004年11月12日 | EAN 471-0614-37297-9 |
| 6    | 2004年10月15日 | ISBN 4-08-856565-7 | 2005年3月28日  | EAN 471-0614-37347-1 |
| 7    | 2005年3月20日  | ISBN 4-08-856594-0 | 2005年9月23日  | EAN 471-0614-37348-8 |

文庫版
| 卷數 | 集英社         | 集英社                 |
| 卷數 | 發售日期       | ISBN                   |
| ---- | -------------- | ---------------------- |
| 1    | 2010年11月18日 | ISBN 978-4-08-619179-1 |
| 2    | 2010年11月18日 | ISBN 978-4-08-619180-7 |
| 3    | 2010年12月15日 | ISBN 978-4-08-619181-4 |
| 4    | 2011年1月18日  | ISBN 978-4-08-619182-1 |
| 5    | 2011年2月18日  | ISBN 978-4-08-619183-8 |

## 電視動畫

### 製作人員
- 導演：奧脇雅晴
- 系列構成：吉村元希
- 人物設計：須藤昌朋、山中純子
- 美術監督：明石聖子
- 色彩設計：吉岡美由紀
- 攝影監督：川西泰二
- 音響監督：平光琢也
- 音樂：笠松美樹

### 主題曲
皆為一青窈所唱。
- 片頭曲「sunny side up」

作詞：一青窈，作曲：富田素弘
- 片尾曲「年年歲歲」

作詞：一青窈，作曲、編曲：武部聡志

### 各話標題
| 話数 | 各話標題                       | 中文標題                 | 脚本       | 分鏡           | 演出       | 作畫監督          |
| ---- | ------------------------------ | ------------------------ | ---------- | -------------- | ---------- | ----------------- |
| 1    | 彼女（ゆず）は★5歳!            | 小柚5歲                  | 吉村元希   | 奥脇雅晴       | 荻原露光   | 高橋直樹          |
| 2    | ゆずのおにぎり!                | 小柚的飯糰               | 吉村元希   | 奥脇雅晴       | 篠崎康行   | 佐々木敏子        |
| 3    | ママはどこ                     | 媽媽在哪裡               | 島崎大基   | 荻原露光       | 荻原露光   | 川口弘明          |
| 4    | ゆずのクレヨン                 | 小柚的蠟筆               | 高橋ナツコ | 箕ノ口克己     | 箕ノ口克己 | 松岡秀明 宇都木勇 |
| 5    | ナミダの理由                   | 流淚的理由               | 藤間晴夜   | 井草かほる     | 落合正宗   | 初見浩一          |
| 6    | バイバイ黄色い帽子             | Bye Bye 黃色的帽子       | 吉村元希   | 奥脇雅晴       | 篠崎康行   | 佐々木敏子        |
| 7    | おいっちに!プリン!             | 一二一!布丁!             | 藤間晴夜   | いわもとやすお | 堀内直樹   | 泰野好昭          |
| 8    | クマさんとニンジンとパパとママ | 熊先生和夢卜和爸爸和媽媽 | 島崎大基   | 奥脇雅晴       | 石踊宏     | 野田康行          |
| 9    | ひとりぼっちの心               | 孤獨一個人的心           | 高橋ナツコ | 荻原露光       | 落合正宗   | 初見浩一          |
| 10   | やきもち                       | 忌妒                     | 高橋ナツコ | 篠崎康行       | 篠崎康行   | 佐々木敏子        |
| 11   | おだんごとゆずゆと心           | 泥團和柚夜和心           | 吉村元希   | 井草かほる     | 熨斗谷充孝 | 猪狩英憲          |
| 12   | ゆずのおつかい♪                | 小柚的使命               | 藤間晴夜   | 奥脇雅晴       | 山口美浩   | 高梨光            |
| 13   | ママ…                          | 媽媽...                  | 高橋ナツコ | 津田義三       | 堀内直樹   | 泰野好昭          |
| 14   | さくらぐみの翔太くん           | 櫻組的翔太君             | 吉村元希   | 奥脇雅晴       | 楠本巨樹   | 松岡秀明 野道佳代 |
| 15   | おねぇさま参観日に行く!        | 姐姐大人 參加參觀日      | 吉村元希   | 井草かほる     | 落合正宗   | 初見浩一          |
| 16   | しょーちゃん、またね…          | 小翔 再見...             | 吉村元希   | 石踊宏         | 石踊宏     | 野田康行          |
| 17   | プールだ、水着だ、こわいもん   | 游泳池 泳裝 好可怕       | 高橋ナツコ | 高橋滋春       | 土屋日     | 猪狩英憲          |
| 18   | 赤い髪のミキちゃん             | 紅髮的實希               | 藤間晴夜   | 奥脇雅晴       | 横田和喜   | 佐々木敏子        |
| 19   | 並んで歩こう                   | 一起走吧                 | 藤間晴夜   | 奥田誠治       | 迫井政行   | 大塚美登理        |
| 20   | おウチへかえろうよ             | 回家吧                   | 藤間晴夜   | 奥脇雅晴       | 石踊宏     | 江森真理子        |
| 21   | 夏のおわりに…                  | 在夏日結束之際...        | 吉村元希   | 井草かほる     | 落合正宗   | 権充姫            |
| 22   | おっきくなったら               | 長大之後                 | 藤間晴夜   | 奥脇雅晴       | 楠本巨樹   | 野道佳代 斉藤香織 |
| 23   | おべんと♥ふたつ                | 便當 雙份                | 高橋ナツコ | 奥脇雅晴       | 土屋日     | 猪狩英憲          |
| 24   | 大スキな人への手紙             | 給最喜歡的人的信         | 高橋ナツコ | 石踊宏         | 石踊宏     | 野田康行          |
| 25   | ママのパジャマ                 | 媽媽的睡衣               | 吉村元希   | 奥脇雅晴       | 落合正宗   | 初見浩一          |
| 26   | みんな★みんな★愛してる         | 大家★大家★我愛你們       | 吉村元希   | 奥脇雅晴       | 久城りおん | 佐々木敏子        |

### 播放電視台
| 放送地域 | 放送局     | 放送日期                      | 放送时间 |
| -------- | ---------- | ----------------------------- | -------- |
| 日本全域 | ANIMAX     | 2004年4月3日 - 10月9日        |          |
| 神奈川县 | tvk        | 2004年11月2日 - 2005年6月14日 |          |
| 京都府   | KBS京都    | 2005年4月2日 - 9月            |          |
| 群馬县   | 群馬电视台 | 2007年12月20日 -              |          |

- 香港：Animax
- 台灣：MOMO親子台

## 外部連結
- 動畫公式網站 （页面存档备份，存于）